# Célia Vaz
Célia Vaz (Rio de Janeiro, 1948) é uma violinista, arranjadora e cantora brasileira.
Em 1972, ganhou uma bolsa de estudos para a Berklee College of Music, na cidade de Boston, Massachusetts, no qual se formou em Arranjo e Composição em 1976. 
Já atuou como arranjadora e diretora de Martinho da Vila, Joyce, Edson Luís, Rio Jazz Orchestra, Billy Eckstine, Tropicana Band, Knights of Karma, Louis Brambilla, Quarteto de cordas e Quarteto em Cy. 
Em 2003, junto com os músicos Marcio Lott, Ana Zinger e Fabyola Sendino, formaram um grupo vocal Nós Quatro.
Célia é mãe da jornalista, editora e dubladora Nana Vaz de Castro.

## Discografia
- (2004) Nós Quatro
- (1999) Ebb and Flow
- (1995) Célia Vaz
- (1994) Brasileiras
- (1981) Mutação